# Лишава
Лиша́ва — колишнє селище в Україні. Підпорядковувалося Лопатинській сільській раді Оратівського району Вінницької області. Код КОАТУУ — 0523182602. Зняте з обліку рішенням Вінницької обласної ради від 27 квітня 2012 року.